# София Антония фон Брауншвайг-Волфенбютел
София Антония фон Брауншвайг-Волфенбютел (на немски: Sophie Antoinette (Sophie Antonia) von Braunschweig-Wolfenbüttel; * 13 или 24 януари 1724, Волфенбютел; † 17 май 1802, Кобург) от род Велфи, е принцеса от Брауншвайг-Волфенбютел и чрез женитба херцогиня на Саксония-Кобург-Заалфелд. Тя е прабаба на британската кралица Виктория и нейния съпруг принц Алберт.

## Произход
Дъщеря е на херцог Фердинанд Албрехт II фон Брауншвайг-Волфенбиютел (1680 – 1735)и съпругата му принцеса Антоанета Амалия фон Брауншвайг-Волфенбютел (1696 – 1762), дъщеря на херцог Лудвиг Рудолф фон Брауншвайг. Чрез майка си е братовчедка на руския цар Петър II и на императрица Мария Терезия. Сестра е на Елизабет Христина (1715 – 1797), омъжена от 1733 г. за пруския крал Фридрих II.

## Фамилия
София Антония се омъжва на 23 април 1749 г. в Кобург за херцог Ернст Фридрих фон Саксония-Кобург-Заалфелд (1724 – 1800). Те имат децата:
- Франц Фридрих Антон (1750 – 1806), херцог на Саксония-Кобург-Заалфелд, женен I. на 6 март 1776 г. за принцеса София фон Саксония-Хилдбургхаузен (1760 – 1776), II. 1777 г. за графиня Августа Ройс Еберсдорф (1757 – 1831)
- Карл (1751 – 1757)
- Фридерика Юлиана (*/† 1752)
- Каролина Улрика Амалия (1753 – 1829), декан на манастир Гандерсхайм от 1795
- Лудвиг Карл Фридрих (1755 – 1806)
- Фердинанд Август Хайнрих (1756 – 1758)
- Фридрих (*/† 1758)